# Isotopes du nobélium
Le nobélium (No, numéro atomique 102) est un élément synthétique qui n'a par conséquent pas de masse atomique standard. Comme tous les éléments synthétiques, il ne possède aucun isotope stable. Le premier isotope à avoir été synthétisé (et identifié de manière correcte) est 254No en 1966. 12 radioisotopes sont connus, de 250No à 260No et 262No, ainsi que 3 isomères, 251mNo, 253mNo et 254mNo. L'isotope connu à la plus longue demi-vie est 259No avec une demi-vie de 58 minutes. L'isomère connu à la plus longue demi-vie est 251mNo avec une demi-vie de 1,7 seconde.

## Table
| Symbole du nucléide | Z(p)                 | N(n)                 | Masse isotopique (u) | Demi-vie     | Modes de désintégration, | Isotope(s) fils | Spin nucléaire |
| Symbole du nucléide | Énergie d'excitation | Énergie d'excitation | Énergie d'excitation | Demi-vie     | Modes de désintégration, | Isotope(s) fils | Spin nucléaire |
| ------------------- | -------------------- | -------------------- | -------------------- | ------------ | ------------------------ | --------------- | -------------- |
| 250No               | 102                  | 148                  | 250,08756(22)#       | 5,7(8) s     | FS (99,95%)              | (divers)        | 0+             |
| 250No               | 102                  | 148                  | 250,08756(22)#       | 5,7(8) s     | α (0,05%)                | 246Fm           | 0+             |
| 250No               | 102                  | 148                  | 250,08756(22)#       | 5,7(8) s     | β+ (2,5×10−4%)           | 250Md           | 0+             |
| 251No               | 102                  | 149                  | 251,08894(12)#       | 0,78(2) s    | α (89%)                  | 247Fm           | 7/2+#          |
| 251No               | 102                  | 149                  | 251,08894(12)#       | 0,78(2) s    | FS (10%)                 | (divers)        | 7/2+#          |
| 251No               | 102                  | 149                  | 251,08894(12)#       | 0,78(2) s    | β+ (1%)                  | 251Md           | 7/2+#          |
| 251mNo              | 110(180)# keV        | 110(180)# keV        | 110(180)# keV        | 1,7(10) s    |                          |                 | 9/2−#          |
| 252No               | 102                  | 150                  | 252,088967(10)       | 2,27(14) s   | α (73,09%)               | 248Fm           | 0+             |
| 252No               | 102                  | 150                  | 252,088967(10)       | 2,27(14) s   | FS (26,9%)               | (divers)        | 0+             |
| 252No               | 102                  | 150                  | 252,088967(10)       | 2,27(14) s   | β+ (1%)                  | 252Md           | 0+             |
| 253No               | 102                  | 151                  | 253,090564(7)        | 1,62(15) min | α (80%)                  | 249Fm           | (9/2−)#        |
| 253No               | 102                  | 151                  | 253,090564(7)        | 1,62(15) min | β+ (20%)                 | 253Md           | (9/2−)#        |
| 253No               | 102                  | 151                  | 253,090564(7)        | 1,62(15) min | FS (10−3%)               | (divers)        | (9/2−)#        |
| 253mNo              | 129(19) keV          | 129(19) keV          | 129(19) keV          | 31 s         |                          |                 | 5/2+#          |
| 254No               | 102                  | 152                  | 254,090956(11)       | 51(10) s     | α (89,3%)                | 250Fm           | 0+             |
| 254No               | 102                  | 152                  | 254,090956(11)       | 51(10) s     | β+ (10%)                 | 254Md           | 0+             |
| 254No               | 102                  | 152                  | 254,090956(11)       | 51(10) s     | FS (0,31%)               | (divers)        | 0+             |
| 254mNo              | 500(100)# keV        | 500(100)# keV        | 500(100)# keV        | 0,28(4) s    | TI (80%)                 | 254No           | 0+             |
| 254mNo              | 500(100)# keV        | 500(100)# keV        | 500(100)# keV        | 0,28(4) s    | α (20%)                  | 250Fm           | 0+             |
| 255No               | 102                  | 153                  | 255,093191(16)       | 3,1(2) min   | α (61,4%)                | 251Fm           | (1/2+)         |
| 255No               | 102                  | 153                  | 255,093191(16)       | 3,1(2) min   | β+ (38,6%)               | 255Md           | (1/2+)         |
| 256No               | 102                  | 154                  | 256,094283(8)        | 2,91(5) s    | α (99,44%)               | 252Fm           | 0+             |
| 256No               | 102                  | 154                  | 256,094283(8)        | 2,91(5) s    | FS (0,55%)               | (divers)        | 0+             |
| 256No               | 102                  | 154                  | 256,094283(8)        | 2,91(5) s    | CE (0,01%)               | 256Md           | 0+             |
| 257No               | 102                  | 155                  | 257,096888(7)        | 25(2) s      | α (99%)                  | 253Fm           | (7/2+)         |
| 257No               | 102                  | 155                  | 257,096888(7)        | 25(2) s      | β+ (1%)                  | 257Md           | (7/2+)         |
| 258No               | 102                  | 156                  | 258,09821(11)#       | 1,2(2) ms    | FS (99.99%)              | (divers)        | 0+             |
| 258No               | 102                  | 156                  | 258,09821(11)#       | 1,2(2) ms    | α (0,01%)                | 254Fm           | 0+             |
| 258No               | 102                  | 156                  | 258,09821(11)#       | 1,2(2) ms    | β+β+ (rare)              | 258Fm           | 0+             |
| 259No               | 102                  | 157                  | 259,10103(11)#       | 58(5) min    | α (75%)                  | 255Fm           | (9/2+)#        |
| 259No               | 102                  | 157                  | 259,10103(11)#       | 58(5) min    | CE (25%)                 | 259Md           | (9/2+)#        |
| 259No               | 102                  | 157                  | 259,10103(11)#       | 58(5) min    | FS (10%)                 | (divers)        | (9/2+)#        |
| 260No               | 102                  | 158                  | 260,10264(22)#       | 106(8) ms    | FS                       | (divers)        | 0+             |
| 262No               | 102                  | 160                  | 262,10746(39)#       | ~5 ms        | FS                       | (divers)        | 0+             |

1. ↑  Abréviations :
CE : capture électronique
TI : transition isomérique
FS : fission spontanée
2. ↑  Pas directement synthétisé, produit de fission de 257Rf.
3. ↑  Pas directement synthétisé, produit de fission de 262Lr.